# 行松正盛
行松 正盛（ゆきまつ まさもり）は、戦国時代の武将。伯耆国尾高城主。

## 略歴
行松氏は伯耆尾高城を拠点とした国人。後室は毛利興元の娘で、毛利元就の姪にあたる。明応元年（1492年）の時点で守護・山名尚之の被官であった行松氏は、永正年間からの尼子氏の伯耆進出で反守護勢力の山名澄之が守護職についたことにより、城を追われた。
後に毛利氏と結んだ正盛は永禄5年（1562年）夏頃に尾高城を奪回した。尾高復帰後の翌永禄6年（1563年）末に病没した。
正盛の病没後、遺児の九郎二郎らは正盛の後家と再婚した杉原盛重によって養育されたが行松氏は正盛の死後、急速に没落していった。